# Akupressur
Die Akupressur (von lateinisch acus „Nadel“ und premere „drücken“), auch Akupunktmassage genannt, ist ein auch prophylaktisch angewandtes Heilverfahren, bei dem auf den Körper stumpfer Druck an definierten Stellen ausgeübt wird.
Die Akupressur grenzt sich von Shiatsu ab. Dort wird zwar auch Druck während der Behandlung ausgeübt, dieser ist sehr viel größer als bei der Akupressur. Zudem orientiert sich der an bestimmten Punkten ausgeübten Druck zusätzlich an der Wahrnehmung der Körperhaltung, der Atmung und der Bewegung des Patienten.

## Herkunft
Es gibt zwei verschiedene Theorien über den Ursprung der Akupressur. Bei der einen wurde diese in Indien entwickelt und gelangte dann nach China. So war Akupressur in Indien stark vertreten. Nachdem der Buddhismus nach China gelangte, wurde auch Akupressur in die medizinische Praxis Chinas eingeführt und soll als Akupunktur weiterentwickelt worden sein. Für diese Theorie werden die maßgeblich analogen Konzepte herangeführt.
Bei der zweiten Theorie wurde Akupressur ursprünglich in China entwickelt. Gemäß dem Huangdi neijing, einem der ältesten bekannten Standardwerke der chinesischen Medizin, wurden im Ling shu Jing-Band (auch Ling shu) sowohl Akupressur als auch Akupunktur in einem Kapitel erwähnt.

## Anwendungsgebiete
Die Akupressur wird für ein sehr breites Feld an Krankheiten, Beschwerden und Problemen empfohlen. Dies soll durch Ausüben von Druck an spezifischen Punkten der Körperoberfläche erreicht werden, sei es manuell (z. B. durch den Daumen, den Handballen, Ellbogen) oder mit einer Reihe von Instrumenten.  Sie wird empfohlen für psychische Probleme, akute und chronische Schmerzen, Allergien, Missempfindungen, Schlafstörungen, Krämpfe, Verdauungsstörungen und Probleme mit dem Kreislaufsystem. Sie wird nicht empfohlen für die ausschließliche Behandlung von Zwangsstörungen, Depressionen, Selbstmordgedanken und chronischer Müdigkeit.
Insgesamt soll die Akupressur die Selbstheilungskräfte des Körpers aktivieren. Hierbei wird in der Regel die vorsorgliche Anwendung empfohlen, anstelle der symptombezogenen Behandlung. Außerdem wird häufig eine Zusammenarbeit mit einer medizinischen Behandlung empfohlen.

## Wirkung
Die Akupressur geht wie bei der Akupunktur von der Existenz von Meridianen und Tsubos aus, die sich aber nicht mit modernen medizinischen Erkenntnissen vereinen lassen. Sofern eine Wirkung eintritt, ist also der Mechanismus unklar oder beruht auf dem Placeboeffekt. Bei Studien kann ein Scheinverfahren realisiert werden, indem man Druck auf Stellen ausübt, die keine Akupunkturpunkte sind. Im Gegensatz zur Akupunktur werden aber keine Nadeln benötigt, womit entsprechende mögliche Nebenwirkungen (zum Beispiel Schmerzen, Verletzung eines lebenswichtigen Organs oder Einschleppung von Infektionen) nicht auftreten.
Eine systematische Übersichtsarbeit untersuchte die Wirksamkeit von Shiatsu und Akupressur, da beide Methoden sich sehr ähnlich seien. Die Arbeit fand keine Evidenz für die Wirksamkeit von Shiatsu, wofür deutlich weniger Studien zur Verfügung standen, aber von Akupressur für Schmerz, Übelkeit, Erbrechen und Schlafqualität.
Eine weitere systematische Übersichtsarbeit von 2011 untersuchte 43 randomisierte, kontrollierte Studien für die Behandlung von verschiedenen Symptomen. Drei Studien zeigten eine Wirkung bei der Behandlung von Menstruationsschmerzen. Bei der Auswertung von sechs Studien zeigte sich auch eine Wirkung bei Übelkeit und Erbrechen. Ebenso konnte eine Wirkung bei Muskelschmerzen, Dyspnoe, Schlafstörungen und Fatigue gefunden werden. Die Autoren selbst vermuten einen starken Bias in den überprüften Studien, welcher die Ergebnisse verzerrt haben könnte.
Ein Cochrane-Review von 2014 untersuchte eine mögliche Wirkung von Akupressur auf eine Raucherentwöhnung. Es gibt hierfür aber keine guten Belege zur Wirksamkeit. Ein anderer Cochrane-Review von 2020 für Akupunktur und Akupressur kam zu dem Schluss, dass Akupressur gegen Wehenschmerzen helfen könnte, aber die Schmerzverminderung nicht sehr groß ist. Die Qualität der Evidenz ist aber sehr gering.
Der am besten untersuchte Druckpunkt ist „P6“, er befindet sich an der Innenseite des Unterarms, etwa drei Zentimeter vom Handgelenk entfernt. Umstritten ist, ob eine Wirkung gegen Übelkeit und Schluckauf erzielt werden kann.
In einer Meta-Studie, in der 39 Studien ausgewertet wurden, konnte eine Wirksamkeit von mittlerer Effektstärke von Akupressur gegen Ängste bei Erwachsenen vor einer Operation oder Behandlung festgestellt werden.